# Gustavo Correia
Gustavo Fernandes Correia (Póvoa de Varzim, 30 december 1991) is een Portugees voetbalscheidsrechter. Hij is in dienst van FIFA en UEFA sinds 2021. Ook leidt hij sinds 2019 wedstrijden in de Primeira Liga.
Op 30 augustus 2019 leidde Correia zijn eerste wedstrijd in de Portugese nationale competitie. Tijdens het duel tussen Moreirense en Portimonense (1–0) trok de leidsman zesmaal de gele kaart, waarvan twee voor dezelfde speler. In Europees verband debuteerde hij tijdens een wedstrijd tussen BATE Barysaw en Konyaspor in de tweede voorronde van de UEFA Europa Conference League; het eindigde in 0–3 en Correia gaf drie spelers geel, waarvan één tweemaal. Zijn eerste interland floot hij op 12 november 2022, toen Ecuador met 0–0 gelijkspeelde tegen Irak. Tijdens dit duel gaf Correia zes gele kaarten.

## Interlands
| Datum            | Plaats              | Wedstrijd           | Uitslag | Competitie        | Kreeg geel | Kreeg voor de tweede keer geel en dus rood | Weggestuurd |
| ---------------- | ------------------- | ------------------- | ------- | ----------------- | ---------- | ------------------------------------------ | ----------- |
| 12 november 2022 | Madrid, Spanje      | Ecuador – Irak      | 0 – 0   | Vriendschappelijk | 6          | 0                                          | 0           |
| 12 januari 2023  | Ferreiras, Portugal | Finland – Estland   | 0 – 1   | Vriendschappelijk | 2          | 0                                          | 0           |
| 20 juni 2023     | Lissabon, Portugal  | Brazilië – Senegal  | 2 – 4   | Vriendschappelijk | 6          | 0                                          | 0           |
| 13 oktober 2023  | Albufeira, Portugal | Mozambique – Angola | 1 – 1   | Vriendschappelijk | 4          | 0                                          | 0           |
| 5 juni 2024      | Badajoz, Spanje     | Spanje – Andorra    | 5 – 0   | Vriendschappelijk | 0          | 0                                          | 0           |

Laatst bijgewerkt op 26 juni 2024.